# Уползинская
Уползинская — деревня в Даровском районе Кировской области в составе Лузянского сельского поселения.

## География
Находится на расстоянии примерно 44 км по прямой на север от райцентра поселка Даровской.

## История
Известна с 1727 года как Опользинский починок с 4 дворами, в 1764 году здесь было население 52 души (мужского пола), в 1859 здесь (тогда Упищинская) дворов 12 и жителей 133, в 1926 (уже деревня Уползинская) 24 и 136, в 1950 33 и 80, в 1989 проживало 36 человек.

## Население
Постоянное население  составляло 17 человек (русские 100%) в 2002 году, 1 в 2010.